# Івано-Кепине (заказник)
Іва́но-Ке́пине — ботанічний заказник місцевого значення в Україні. Розташований на території Снігурівського району Миколаївської області, у межах Павлівської сільської ради.
Площа — 25,5 га. Статус надано згідно з рішенням Миколаївської обласної ради від № 336 від 16.12.1987 року задля охорони флористичних комплексів неогенових кристалічних відслонень.
Заказник розташований на схилі правого берега річки Інгулець, на південь від села Івано-Кепине.
На території заповідного об'єкта зростають такі рідкісні види рослин: петрофітно-степові угруповання за участю ковил Лессінга, волосистої, української, шорсткої та Граффа, сону чорніючого, півників понтичних, шоломниці весняної, тюльпана Шренка, рястки Буше, рябчика руського.

### Російсько-українська війна
За оцінками Миколаїівської ОВА, збитки заказника «Івано-Кепіне» від війни оцінені у 489 мільйонів гривень. Зокрема, через підрив Каховської ГЕС та підняття рівня води в Інгульці була затоплена частина ботанічного заказника "Івано-Кепине", орієнтовною площею до трьох гектарів із загальної площі 25 гектарів. Внаслідок затоплення постраждали рослини, занесені до Червоної книги України, наприклад Зіновать гранітна.

## Список приміток
1. ↑  Нові заказники, книга про птахів Кінбурна. Що роблять для захисту природи Миколаївщини під час війни. О, Море.Сity (укр.). Процитовано 1 травня 2024.
2. ↑  Через підняття рівня води в Інгульці постраждав ботанічний заказник "Івано-Кепине" (укр.), процитовано 1 травня 2024